# جان تونز
جان تونز (انگلیسی: John Tones؛ زادهٔ ۳ دسامبر ۱۹۵۰) بازیکن فوتبال است.
از باشگاه‌هایی که در آن بازی کرده‌است می‌توان به باشگاه فوتبال منزفیلد تاون اشاره کرد.